# Montcel, Savoie
Montcel là một xã thuộc tỉnh Savoie trong vùng Rhône-Alpes ở đông nam nước Pháp. Xã này nằm ở khu vực có độ cao từ 371-1563 mét trên mực nước biển.